# Fílippoi (ort)
Fílippoi (Filippoi) är en ort i Grekland.   Den ligger i prefekturen Nomós Kaválas och regionen Östra Makedonien och Thrakien, i den nordöstra delen av landet, 300 km norr om huvudstaden Aten. Fílippoi ligger 180 meter över havet och antalet invånare är 894.
Terrängen runt Fílippoi är huvudsakligen kuperad, men åt sydväst är den platt. Runt Fílippoi är det ganska tätbefolkat, med 199 invånare per kvadratkilometer. Närmaste större samhälle är Kavála, 11,0 km sydost om Fílippoi. Trakten runt Fílippoi består till största delen av jordbruksmark.